# 일곡동
일곡동(日谷洞)은 광주광역시 북구의 법정동이다.

## 연혁
- 1957. 12. 2 “서산동(瑞山洞)”호칭 개시(삼각동은 서산동, 일곡동은 본촌동 관할)
- 1980. 4. 1 북구 신설, 삼각동과 일곡동을 북구로 편입
- 1980. 7. 1 서산동에서 오치동 분동
- 1997. 3. 1 서산동에서 매곡동 분동
- 2003. 7. 7 서산동에서 일곡동과 삼각동으로 분동

## 유래
일곡동이 지명으로 문헌에 처음 나타난 것은 1789년〈戶口總數(호구총수)〉에서이다.
본래는 큰 마을이라 하여 ‘한실’이라 부르다가 마을 이름을 한자로 바꾸면서 ‘一曲’이라 했다.
본래 광주군 석제면 지역으로 1792년까지는 一曲(일곡)이라 하였고, 1795년부터는 一谷(일곡)으로, 1801년에 日谷(일곡)이라 했는데, 1914년 행정구역 개편에 따라 一洞(일동)리를 병합하여 日谷(일곡)리라 하고 본촌면에 편입되었다. 1957년에 광주시에 편입되었고, 1957년 동제 실시에 따라 본촌동의 관할이 되었다가 1985년 10월 8일 서산동의 관할로 되었고, 2003년 7월 7일 서산동에서 일곡동과 삼각동으로 분동 일곡동 관할이 되어 현재에 이르고 있다. 

## 기관 안내
- 일곡동행정복지센터
- 일곡119안전센터
- 일곡파출소
- 일곡도서관
- 돼지 사육장
- 노민준의 집
- 주환수학학원

## 교육
- 일곡초등학교
- 서일초등학교
- 일동초등학교
- 일신초등학교
- 광주숭일중학교
- 살레시오중학교
- 일곡중학교
- 일동중학교
- 일신중학교
- 숭일고등학교
- 살레시오고등학교
- 선우학교

## 아파트
| 단지명         | 건설사              | 시행사              | 주소                  | 입주        | 비고 |
| -------------- | ------------------- | ------------------- | --------------------- | ----------- | ---- |
| 일곡 금호타운  | 금호건설            | 금호건설            | 북구 설죽로 560       | 1996년 12월 |      |
| 일곡 삼호      | ㈜삼호              | ㈜삼호              | 북구 설죽로 600       | 1998년 5월  |      |
| 일곡 대림 1차  | ㈜삼호              | 대림산업            | 북구 양일로305번길 11 | 1997년 12월 |      |
| 일곡 대림 2차  | 고려개발            | 대림산업            | 북구 일곡마을로 245   | 1998년 10월 |      |
| 일곡 동아      | 동아건설산업        | 동아건설산업        | 북구 우치로537번길 10 | 1999년 3월  |      |
| 일곡 롯데      | 롯데건설            | 롯데건설            | 북구 설죽로 595       | 1999년 12월 |      |
| 일곡 쌍용      | 남광토건            | 남광토건            | 북구 설죽로 585       | 1996년 3월  |      |
| 일곡 한일      | 한일건설㈜          | 한일건설㈜          | 북구 일곡택지로 60    | 1997년 8월  |      |
| 일곡 한국      | 한국종합건설㈜      | 한국종합건설㈜      | 북구 설죽로 565       | 1996년 2월  |      |
| 일곡 현대 1차  | 현대산업개발        | 현대산업개발        | 북구 일곡로 100       | 1997년 4월  |      |
| 일곡 현대 2차  | 현대산업개발        | 현대산업개발        | 북구 일곡마을로 55    | 1998년 2월  |      |
| 일곡 현대 3차  | 고려산업개발㈜      | 고려산업개발㈜      | 북구 일곡로 120       | 1998년 6월  |      |
| 일곡 호반·일신 | 호반건설 ㈜일신건설 | 호반건설 ㈜일신건설 | 북구 설죽로 545       | 1996년 1월  |      |
| 일곡 벽산      | 벽산건설            | 벽산건설            | 북구 우치로537번길 5  | 1997년 5월  |      |
| 일곡청솔 2차   | ㈜광토건설          | 한국토지신탁        |                       | 2000년 8월  |      |
| 일곡청솔 1차   | ㈜광토건설          | 한국토지신탁        |                       | 2000년 10월 |      |
| 일곡청솔 3차   | ㈜광토건설          | 한국토지신탁        |                       | 2000년 12월 |      |
| 일곡청솔 4차   | ㈜광토건설          | 한국토지신탁        |                       | 2001년 2월  |      |
| 일곡 진로      | 진로건설㈜          | 진로건설㈜          |                       | 1997년 11월 |      |
| 일곡 대우      | 대우건설            | 대우건설            |                       | 1998년 7월  |      |

## 같이 보기
- 광주광역시의 행정 구역